# Lysiteles magkalapitus
Lysiteles magkalapitus là một loài nhện trong họ Thomisidae.
Loài này thuộc chi Lysiteles. Lysiteles magkalapitus được Alberto Barrion & James A. Litsinger miêu tả năm 1995.